# Kynsivesi och Leivonvesi
Kynsivesi och Leivonvesi är en sjö i Finland. Den ligger i kommunen Hankasalmi i landskapet Mellersta Finland, i den centrala delen av landet, 260 km norr om huvudstaden Helsingfors. Kynsivesi och Leivonvesi ligger 87,8 meter över havet. I omgivningarna runt Kynsivesi och Leivonvesi växer i huvudsak blandskog. Den är 48 meter djup. Arean är 54,13 kvadratkilometer och strandlinjen är 188,15 kilometer lång. Sjön  ingår i Kymmene älvs huvudavrinningsområde. 